# 蘇昭旭
蘇 昭旭（そ しょうきょく、1967年8月26日 - ）は台湾嘉義市出身の学者、大学教員、作家、鉄道研究家。
現在（台湾のみならず中国語圏を包括する）華人として鉄道分野における最多の著書をもつ。1997年より執筆活動を開始、2001年に鉄道旅行雑誌を創刊。2004年に雑誌を休刊した後も台湾のみならず世界各国の鉄道の専門書や、ときには子供でもわかりやすい入門書を百科事典型式主体で紹介、華語で上梓している。公式個人ブログや著書では「知的効用は人助けになる。中国語で鉄道辞典を書くことは自身の生涯職業であり、鉄道知識を普及させることは『科学教育』につながる。」という理念を一貫して示している。2017年現在までに著作物は40冊以上にのぼっている。
NGO/NPO法人「中華民国鉄道文化協会」の正式メンバーとして鉄道文化の啓蒙、鉄道資産の保存などでも尽力している。

## 経歴
1967年嘉義市にて出生。崇文国小、大業国中、嘉義高中を経て逢甲大学電子工程系卒業後、大葉大学電機工程研究所修士、国立成功大学交通管理科学研究所博士班（修了）。
学者として
現在は国立高雄餐旅大学の航空・運輸服務管理学系で助理教授として教鞭を執っているほか、台南市コミュニティ・カレッジ（社区大学）理事兼教員（繁体字中国語: 資深教師）。
私人として
人人出版鉄道図書シニア・エディター（繁体字中国語: 總編輯）、NGO組織「鉄道シンクタンク（鐵道智庫）」のメンバー と「交通科学技術博物館」（台南市に私設）館長などを兼任している。
鉄道文化協会では、監事(第二次：1998-2001)、理事(第三-五次：2001-2011)を歴任した。
2004年に台湾高鐵行動探索館館長就任。2006年より阿里山鉄路局民営化入札グループである嘉義宏都阿里山公司の総顧問に就任、しかし2008年に台風により被災した阿里山線の復旧事業を社が履行せず、退職する社員が続出したことなどに嫌気がさし、翌年に阿里山森林鉄路保護の理念のため職位を辞退した。蘇は長年著作活動や講演を通じて阿里山森林鉄路保護を訴え、鉄道外交および世界文化遺産登録に尽力している。
2012年、行政院農業委員会林務局発行の阿里山森林鉄路100周年記念出版物3部作の執筆を担当した。現在、林務局阿里山森林鉄路の顧問のほか、嘉義世界遺産推進委員、台糖烏樹林鉄道博物館名誉館長、NGO法人台湾鉄道及国土計画協会顧問も兼任している。2012年2月に中華民国総統府が公式サイト上に設けた対国民交流コーナーの「治國週記」で訪問した総統の馬英九と鉄道文化政策について対談し、国家による鉄道博物館創設を提唱した。

## 受賞歴
- 2000年 個人 鐵路節 - 台湾鉄路管理局選定「台鐡之友」
- 2000年 著作 台灣鐵路火車百科 - 行政院新聞局 総合部門  「金鼎獎（英語: Golden Tripod Awards）」
- 2001年 著作 台灣鐵路蒸汽火車  - 行政院新聞局 図書著作部門「金鼎獎」
- 2004年 個人 中華民国運輸学会 - 「中華民国運輸傑出青年」
- 2005年 著作 高速鐵路新時代 - 台北市立図書館（中国語版）主催「好書大家讀」知識性讀物組 良書推薦[15]
- 2006年 著作 世界山岳鉄道アメリカ・アジア・オセアニア編（繁体字中国語: 世界山岳鐵道美亞澳篇） - 「好書大家讀」知識性讀物組 好書推薦[16]
- 2009年 著作 台湾鉄路火車百科2009（繁体字中国語: 台灣鐵路火車百科2009版） - 台北市立図書館「好書大家讀」知識性讀物組 好書推薦[17]
- 2009年 著作 阿里山森林鉄路伝奇（繁体字中国語: 阿里山森林鐵路傳奇） - 台北市立図書館「好書大家讀」知識性讀物組 好書推薦[18]
- 2011年 著作 阿里山森林鉄路と世界遺産鉄道巡礼（繁体字中国語: 阿里山森林鐵道與世界遺産鐵路巡禮） - 嘉義県政府主催「100年嘉義縣之書」最多票[19]
- 2012年 著作 同上 - 行政院文化部「第四屆國家出版品獎」入選[20]
- 2015年 著作 台湾鉄道経典之旅（繁体字中国語: 台灣鐵道經典之旅 (地方鐵路篇)）  - 台北市立図書館「好書大家讀」知識性讀物組 好書推薦[21]

## 著書一覧
註：台湾では再販制度がないため重版でもISBNが異なる場合がある。

### 台湾の鉄道関連
1. 台湾鉄道列車百科（繁体字中国語: 台灣鐵路火車百科（1999年初版） ISBN 9579801584
2. 台湾鉄道列車百科I（繁体字中国語: 台灣鐵路火車百科I：台鐵高鐵捷運） 完整版 ISBN 9789867112989
3. 台湾鉄道列車百科II：軽便鉄道（繁体字中国語: 台灣鐵路火車百科II：台灣輕便鐵路小火車） ISBN 9789866435539
4. 台湾鉄路列車百科III：（繁体字中国語: 台灣鐵路火車百科III：台鐵高鐵捷運） 第三版 ISBN 9789865903404
5. 台湾鉄路蒸気火車（繁体字中国語: 台灣鐵路蒸汽火車） ISBN 9579767386
6. 台湾鉄路懐古の旅（繁体字中国語: 台灣鐵路懷舊之旅） ISBN 9579801533, ISBN 9579801592
7. 台湾鉄路駅写真集（繁体字中国語: 台灣鐵路車站圖誌） ISBN 9867916093
8. 台湾鉄道環島風情：西部幹線編（繁体字中国語: 台灣鐵路環島風情 西部幹線篇） ISBN 9867916255
9. 台湾鉄道環島風情：東線支線編（繁体字中国語: 台灣鐵路環島風情 東線支線篇） ISBN 9867916247
10. 台湾鉄道環島風情：特殊路線編（繁体字中国語: 台灣鐵路環島風情 特殊路線篇） ISBN 9867916573
11. 台湾鉄道精典の旅：環島鉄道編（繁体字中国語: 台灣鐵道精典之旅 環島鐵路篇） ISBN 9789865903626
12. 台湾鉄道精典の旅：ローカル鉄道編（繁体字中国語: 台灣鐵道精典之旅 地方鐵路篇） ISBN 9789865903701
13. 台鉄昔日40年（繁体字中国語: 台鐵憶舊四十年）/黄澍民合著 ISBN 9573088533
14. オールドトレイン再現風景-台湾鉄道文化保存記実および鉄道博物館の展望（繁体字中国語: 老火車再現風華-台灣鐵路文化保存紀事暨鉄道博物館之展望） ISBN 9573040018
15. 阿里山森林鉄道の旅（繁体字中国語: 阿里山森林鐵道深度之旅）（中文版） ISBN 9579767343
16. （同日本語版）  ISBN 9867916042
17. 阿里山森林鉄道 1912-1999 景観編（繁体字中国語: 阿里山森林鐵道 1912-1999 景觀篇） ISBN 957304000X
18. 同上 車両編（繁体字中国語: 阿里山森林鐵道 1912-1999 車輛篇） ISBN 9573088592
19. 阿里山森林鉄路伝奇（繁体字中国語: 阿里山森林鐵路傳奇） ISBN 9789867112972

### 国外の鉄道関連
1. 現代軌道運輸 - 張有恒（中国語版）との共著 ISBN 9867916123
2. 高速鉄道新時代（繁体字中国語: 高速鐵路新時代）（2005年初版） ISBN 9867916778
3. 同上（2007年増訂版）ISBN 9789867112385
4. 世界の高速鉄道百科（繁体字中国語: 世界高速鐵路百科） ISBN 9789866435812
5. 同上 新修訂二版 ISBN 9789864610471
6. 世界の山岳鉄道：アメリカ・アジア・オセアニア編（繁体字中国語: 世界山岳鐵道 美亞澳篇） ISBN 9867112199
7. 世界の山岳鉄道：ヨーロッパ編（繁体字中国語: 世界山岳鐵道 歐洲篇） ISBN 9867112067
8. 世界のMRTとLRT図鑑（繁体字中国語: 世界捷運與輕軌圖鑑） ISBN 9789866435133
9. 世界の鉄道と列車図鑑（繁体字中国語: 世界鉄道與火車圖鑑） ISBN 9789866435201
10. 日本鉄道経典之旅160選 ISBN 9789866435393
11. 世界一周鉄道の旅（繁体字中国語: 環遊世界鉄道之旅120選） ISBN 9789866435416
12. 中国鉄道列車百科I（繁体字中国語: 中國鉄道火車百科I） ISBN 9789864610273
13. 中国鉄道列車百科II（繁体字中国語: 中國鉄道火車百科II） ISBN 9789864610280
14. 世界の鉄道と列車百科（繁体字中国語: 世界鉄道與火車百科） ISBN 9789864610884
15. 世界のMRTとLRT百科（繁体字中国語: 世界捷運與輕軌百科） ISBN 9789864610877

### 政府出版品
1. 阿里山森林鐵道與世界遺産鉄路巡礼 - 文建会文資総処 嘉義縣文化処出版 ISBN 9789860268812 ISBN 9789860268829
2. 全世界軽便鉄道大観と東線軽便鉄道之再生（繁体字中国語: 全球軽便鉄道大觀與東線輕便鐵道之再生） - 花蓮県文化局出版 ISBN 9789860267327
3. 世紀風華 阿里山森林鉄路百年車輌史（繁体字中国語: 世紀風華 阿里山森林鐵路百年車輛史）[22] - 農委会林務局出版 ISBN 9789860316261
4. 世紀風華 阿里山森林鉄路百年記実（繁体字中国語: 世紀風華 阿里山森林鐵路百年紀實）[22] - 農委会林務局出版 ISBN 9789860319040
5. 世紀風華 阿里山森林鉄路と百大山岳鉄道（繁体字中国語: 世紀風華 阿里山森林鐵路與百大山岳鐵道）[22] - 農委会林務局出版 ISBN 9789860323146
6. 羅東林鉄 蒸情記憶（繁体字中国語: 羅東林鐵 蒸情記憶） - 農委会林務局出版 ISBN 9789860420180
7. 阿里山森林鐵路的故事（繁体字中国語: 阿里山森林鐵路的故事） - 農委会林務局出版 ISBN 9789860427912
8. （同英文版） - 農委会林務局出版 ISBN 9789860506426

### 共著・報告書
1. 鉄道文化経典の旅ガイドブック（繁体字中国語: 鐵道文化經典之旅導覽手冊） - 傅朝卿、陳信安、蘇昭旭撰文/文建会出版 ISBN 9789860157277
2. 縦貫鉄路（海線）追分駅、日南駅調査研究および修復計画（繁体字中国語: 「縱貫鐵路（海線）追分、日南車站」調查研究暨修復計畫） - 閻亜寧・蘇昭旭著/台中県文化局出版 ISBN 9570156635
3. 鐵道情報/Rail News - 鉄道文化協会発行の鉄道雑誌。他の会員とともに無報酬で定期寄稿している。

## 撮影・イラスト関連著作物
- 1997-2001年の5年間鉄道写真のオリジナルカレンダーを、その後は絵はがきを製作販売するなど数十の作品がある。2009年には台鐵122周年記念悠遊卡で蘇の撮影した鉄道写真が採用された[23]。また、建国100周年にあたる2011年には中華民国旅券の背景部分に透かしとして撮影作品（台湾高鐵700T型）が使用された[24]。2012年阿里山森林鉄路100周年記念の[25][26][27][28]、2015年には台湾鉄道観光切手シートに自身のイラストが採用された[29][30][31]。

## 参考資料
- 用鐵道為台灣開路 2012年9月16日,工商時報//Yahoo奇摩 （繁体字中国語）
- 系所成員 高雄餐旅大學 航空暨運輸服務管理系（繁体字中国語）
- 《阿里山森林鐵道與世界遺產鐵路巡禮》蘇昭旭著，行政院文建会出版，2011年， ISBN 9789860268829
- 《世紀風華 阿里山森林鐵路百年車輛史》蘇昭旭著，阿里山森林鐵路一百週年紀念專書，行政院農委会林務局出版, 2012年 ISBN 9789860316261
- 《世紀風華 阿里山森林鐵路百年紀實》，蘇昭旭著，阿里山森林鐵路一百週年紀念專書，行政院農委会林務局出版, 2012年 ISBN 9789860319040
- 《世紀風華 阿里山森林鐵路與百大山岳鐵路》，蘇昭旭著，阿里山森林鐵路一百週年紀念專書，行政院農委會林務局出版, 2012年 ISBN 9789860323146
- 《阿里山森林鐵路的故事》，蘇昭旭著，免費索取公益書，行政院農委会林務局出版, 2014年 ISBN 9789860427912
- 《阿里山森林鐵道1912-1999 車輛篇》作者介紹，蘇昭旭著，人人出版，2001年 ISBN 9573088592
- 《高速鐵路新時代》作者介紹，蘇昭旭著，人人出版，2007年 ISBN 9789867112385
- 《世界鐵道與火車圖鑑》序的內容，蘇昭旭著，人人出版，2009年 ISBN 9789866435201
- 《世界高速鐵路百科》作者介紹，蘇昭旭著，人人出版，2012年 ISBN 9789866435812